# Ormosia gracilis
Ormosia gracilis is een plantensoort uit de vlinderbloemenfamilie. Hij komt alleen in Maleisië voor. De soort is zeldzaam doordat zijn natuurlijke habitat wordt gekapt.
... · 
O. coccinea · 
O. cruenta · 
O. gracilis · 
O. grandistipulata · 
O. hosiei · 
O. howii · 
O. jamaicensis · 
O. panamensis · 
O. polita · 
...